# コーンウォール語
ケルノウ語（ケルノウご、Kernowek, Kernewek）またはコーンウォール語（コーンウォールご、英語: Cornish, Cornish language）は、インド・ヨーロッパ語族ケルト語派に属する言語で、主にイングランド・コーンウォール地方に住むコーンウォール人の間で使われてきた。一時、断絶の危機を迎えていたが、近年のイギリス政府によって復活・保存が進められている。日本では英語由来のコーンウォール語という名称で知られるが、近年原語由来の名称であるケルノウ語の表記もされるようになっている。
1904年のヘンリー・ジェンナーによる『A Handbook of the Cornish Language』の出版がコーンウォール語復興運動の開始点であるとしばしば見なされている。コーンウォール語は2002年にヨーロッパ地方言語・少数言語憲章の下でイギリス政府に認められた。

## 歴史
原始コーンウォール語はサマセット・ドーセット・デヴォン・コーンウォールが577年のデオルハムの戦いの後に、西ブリトン（のちのウェールズ）から分断された後に生じた言語である。イングランド王国以前はヘプターキー（七王国）と呼ばれる7つのアングロ＝サクソン系王国で構成されていたが、そのうちのウェセックスがその後数世紀にわたって拡大し続け、南西ブリトンの支配地域は次第に縮小していった。930年頃、コーンウォールはサクソン系のアセルスタン王によって滅ぼされた。しかしその後もコーンウォール語は繁栄を続け、最盛期の13世紀には3万9000人（海洋学者ケン・ジョージによる概算）がこの言語を使用していたとみられる。ウェールズの自然学者、植物学者であり言語学者であったエドワード・ルイド（1660年 - 1709年）は1702年の著書で中世のコーンウォール語には多くの格があり、初期の近現代コーンウォール語にも見られる属格、奪格、処格だけではなく、与格、対格、呼格までも有していたと論じているが、これを示す史料は現在ほとんどない。
コーンウォール語についての初期の記録は、ボエティウスがラテン語で書いた『哲学の慰め』の祈祷原書の注釈の中に見られる。その注釈された語というのは“ud rocashaas”で、意味は「心は陰鬱な処を忌む」だといわれる。1549年、市民による祈祷書反乱が勃発した。この反乱は、ラテン語の祈祷書をプロテスタントの教義を反映した英語の祈祷書へと切り替える「統一法」が議会で可決された際に市民が蜂起したものである。この時点では、コーンウォールの多くの地域の人々は英語を話すことができないか、もしくは聞いて理解することもできなかった。この統一法は、立法者たちがラテン語による祈祷から英語での祈祷への切り替えを促したものであり、ラテン語の使用を禁止する一方で、英語の使用を強制することを目的として立法されたものである。
コーンウォール地方で英語を使うか否か、新しい言語の導入が市民の生命にまでかかわる問題となった。すなわち、英語の使用を強制したことに反抗した4000人以上の市民は、軍隊により虐殺された。先頭に立った市民らは死刑になり、そのほかの市民も多くの報復行為を被った。
反乱派の要求文はかつての礼拝形式を取り戻したいと主張しており、「我々（一部は英語を理解しないところの）コーンウォール人は断固としてこの新たなる英語を拒絶する」との一文で締めくくられている。これに対し、サマセット公のエドワード・シーモアは、理解できないという点ではラテン語も同じであったのに、なぜ英語での礼拝だけを拒むのか質問した。多数の犠牲者やその後の報復行為、英語版祈祷書の導入により、祈祷書反乱はコーンウォール語にとっての転換点となった。なお、反乱の前からコーンウォール語の話者人口がすでに減少しており、そのため反乱後の話者減少がより顕著になった可能性を示唆する最近の研究もある。
近現代コーンウォール語は、先のルイドが1702年に発表した研究対象となっている。近現代のコーンウォール語は中世ごろに使われていたそれよりも文法や基本構造が簡単であるなどという点でかなり異なっている。近現代語では用いられない修辞句が、中世語では広く用いられていたことも認められている。このような差異は語順の違いにも影響したと考えられている。また、中世語には2つの時制の用法があったとされる。
コーンウォール語のみ使用していた最後の人物は、1676年に亡くなったチェステン・マーチャント（Chesten Marchant）だとされている。また、コーンウォール語を流暢に話すことができた最後の母語話者は、ペンザンスから4km南のマウゼルの住民であったドリー・ペントリースだとされることが多い。彼女が1777年12月に亡くなった際の最期の言葉はコーンウォール語で“Me ne vidn cewsel Sawznek!”、すなわち「私は英語を話したくない」とされているが、実際は英語も多少かそれ以上話すことができた。コーンウォール語は18世紀に一度死滅したと考えられていたが、実際には19世紀後半を通じ、わずかな話者が、限定的にではあるがコーンウォール語を使用していたことを示す史料があり、1875年には60歳代の6名の話者が確認されている。その後もコーンウォール語の痕跡は残っており、ウェスト・ペンウィズの漁師は魚を数えるのにコーンウォール語に由来する文句を20世紀に至るまで使用していた。

## 文法
コーンウォール語はインド・ヨーロッパ語族ケルト語派に分類される。また、他のケルト語と文法的に多く共通する部分がある。それらを以下に示す。
語頭子音の変化　語頭の音は文法構造により変化しうる。この変化はウェールズ語では3種類、アイルランド語では2種類なのに対し、コーンウォール語では以下の4種類がある。
- 語頭のbがvなどに変化する（軟音化）
- 語頭のbがpに変化する（硬音化）
- 語頭のbが変化しない。また、語頭のtがthに変化する（気息音化）
- 語頭のbがfに変化する（混合変化）

| 子音 原形 | 軟音化 | 気息音化 | 硬音化 | 混合変化 |
| --------- | ------ | -------- | ------ | -------- |
| p         | b      | f        |        |          |
| t         | d      | th       |        |          |
| c, k      | g      | h        |        |          |
| b         | v      |          | p      | f        |
| d         | dh     |          | t      | t        |
| g1        | 消失   |          | c, k   | h        |
| g²        | w      |          | c, k   | wh       |
| gw        | w      |          | qw     | wh       |
| m         | v      |          |        | f        |
| ch        | j      |          |        |          |

1非円唇母音、lおよびrの前 

² 円唇音およびrの前 
活用した前置詞　前置詞は人称代名詞と結びつき分離した語形になる。たとえば、gen meはgenamになり、gen evはganjoになる。この場合、前者は英語でwithまたはbyに相当するgenが、meに当たるmyと結合してgenamに、後者ではhimに当たるevが結合してganjoになっている。
そのほかにも無不定冠詞など。